# Castel Winkel
Castel Winkel (ted.: Schloss Winkel) è un castello rinascimentale che si trova a Maia Alta, frazione del comune di Merano (BZ).
Nel tardo medioevo era una fattoria della famiglia Winkler. Fu completamente ricostruito da Kasper von Rosenberg nel XVII secolo, nella forma attuale.

La parte più caratteristica del maniero è la torre barocca, sormontata dalla lanterna.

Ebbe poi molti proprietari, tra cui Claudia de' Medici, moglie di Leopoldo V d'Austria, quando era reggente della contea di Tirolo.
Nel 1935 fu acquistato dal trentino Antonio Cembran, che la fece restaurare accuratamente. È ancora di proprietà degli eredi Cembran.
Nella dépendance del castello visse ed ebbe il suo studio il pittore Franz Lenhart.